# HASC
HASC（英語: Hierarchical administrative subdivision codes）は国名コード・地理学用語のひとつ。国家および行政区画を分類するために使用される。
グウィリム・ロー（Gwillim Law 1945年 - 2016年）著のAdministrative Subdivisions of Countries: A Comprehensive World Reference, 1900 Through 1998において記述があり、彼が公開しているホームページにおいても使用されている。
HASCは2文字のラテン文字がピリオドで繋がった形で表される。最初は国を表しており、次に第1級行政区画、第2級と細分化されていくのが特徴である。例:
```
DE - 
ドイツ

DE.NW - 
ノルトライン＝ヴェストファーレン州

DE.NW.CE - 
コースフェルト郡
```

```
JP - 
日本

JP.KN - 
神奈川県

JP.KN.YH - 
横浜市
```